# Novalaetesia anceps
Novalaetesia anceps là một loài nhện trong họ Linyphiidae.
Loài này thuộc chi Novalaetesia. Novalaetesia anceps được Alfred Frank Millidge miêu tả năm 1988.